# La Capilla (Moquegua)
La Capilla es una localidad peruana ubicada en la región Moquegua, provincia de General Sánchez Cerro, distrito de La Capilla. Se encuentra a una altitud de 1933 m s. n. m. Tiene una población de 158 habitantes en 1993.
La Iglesia del Señor de La Caridad fue declarado monumento histórico del Perú el 12 de enero de 1989 mediante el RJN° 009-89-INC/J.
Desde el punto de vista jerárquico de la Iglesia Católica forma parte de la Diócesis de Tacna y Moquegua la cual, a su vez, pertenece a la Arquidiócesis de Arequipa.
El 30 de septiembre de 1942 fue creado el distrito mediante Ley n.º 9617.

## Autoridades
Municipales
2007-2014
Alcalde: Renato Olín Apaza, del Partido Democrático Somos Perú (SP).
Regidores: Pablo Jesús Escapa Iquira (SP), Angel Pedro Miranda Campano (SP), Percy Elias Escapa Guevara (SP), Nelva Beatriz Cornejo Béjar (SP), Anastacio León Guevara (Fuerza Social).

## Clima
| Parámetros climáticos promedio de La Capilla | Parámetros climáticos promedio de La Capilla | Parámetros climáticos promedio de La Capilla | Parámetros climáticos promedio de La Capilla | Parámetros climáticos promedio de La Capilla | Parámetros climáticos promedio de La Capilla | Parámetros climáticos promedio de La Capilla | Parámetros climáticos promedio de La Capilla | Parámetros climáticos promedio de La Capilla | Parámetros climáticos promedio de La Capilla | Parámetros climáticos promedio de La Capilla | Parámetros climáticos promedio de La Capilla | Parámetros climáticos promedio de La Capilla | Parámetros climáticos promedio de La Capilla |
| Mes                                          | Ene.                                         | Feb.                                         | Mar.                                         | Abr.                                         | May.                                         | Jun.                                         | Jul.                                         | Ago.                                         | Sep.                                         | Oct.                                         | Nov.                                         | Dic.                                         | Anual                                        |
| -------------------------------------------- | -------------------------------------------- | -------------------------------------------- | -------------------------------------------- | -------------------------------------------- | -------------------------------------------- | -------------------------------------------- | -------------------------------------------- | -------------------------------------------- | -------------------------------------------- | -------------------------------------------- | -------------------------------------------- | -------------------------------------------- | -------------------------------------------- |
| Temp. máx. media (°C)                        | 29.8                                         | 28.7                                         | 25.8                                         | 21.5                                         | 16.6                                         | 13.5                                         | 13.7                                         | 15.4                                         | 17.7                                         | 21.1                                         | 24.5                                         | 28                                           | 21.4                                         |
| Temp. mín. media (°C)                        | 13.8                                         | 13.1                                         | 11.1                                         | 8.3                                          | 6.6                                          | 5                                            | 4.4                                          | 5.2                                          | 6.5                                          | 8.8                                          | 10.7                                         | 12.6                                         | 8.8                                          |
| Fuente: Accuweather                          |                                              |                                              |                                              |                                              |                                              |                                              |                                              |                                              |                                              |                                              |                                              |                                              |                                              |